# Oksydaza alternatywna

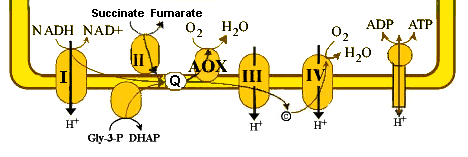
Mechanizm działania oksydazy alternatywnej

Oksydaza alternatywna (AOX z ang. alternative oxidase) – enzym obecny w wewnętrznej błonie mitochondriów roślin, glonów, grzybów i niektórych protistów. Geny kodujące AOX zostały zidentyfikowane również u przedstawicieli proteobakterii oraz zwierząt bezkręgowych należących do strunowców, półstrunowców, szkarłupni, nicieni, mięczaków, pierścienic, parzydełkowców czy gąbek. Enzym ten stwarza alternatywną możliwość przenoszenia elektronów z ubichinonu na tlen. Podczas klasycznego łańcucha oddechowego elektrony pobierane z NADH przekazywane są na ubichinon, a następnie poprzez kompleks cytochromowy bc1 i cytochrom c na oksydazę cytochromową. Oksydaza alternatywna przenosi elektrony na tlen z pominięciem kompleksu III i kompleksu IV łańcucha oddechowego. W efekcie jej działania NADH lub FADH2 zostają utlenione z wytworzeniem H2O, jednak gradient elektrochemiczny nie powstaje, a tym samym energia zgromadzona utlenianych NADH i FADH2 nie jest zamieniana na ATP, lecz uwalniana w postaci ciepła. Szczególna cechą oksydazy alternatywnej jest jej niewrażliwość na inhibitory oksydazy cytochromowej np. cyjanek, siarkowodór, azydek, tlenek węgla oraz tlenek azotu. W tkankach zwierzęcych podanie 1 mmol l-1 KCN powoduje całkowite zatrzymanie oddychania komórkowego, w tkankach roślinnych oddychanie komórkowe zmniejsza się do poziomu 10-20% oddychania przed podaniem inhibitora. Zachodzące z udziałem oksydazy alternatywnej oddychanie komórkowe określa się jako alternatywną drogę oddechową lub oddychanie niewrażliwe na cyjanek. 

## Wytwarzanie i budowa oksydazy alternatywnej
Enzym jest kodowany przed genom jądrowy. W mitochondriach roślinnych białko o masie około 32 kDa zbudowane jest z dwóch identycznych monomerów. Stanowi integralne białko wewnętrznej błony mitochondrialnej. U roślin wyższych białko jest kodowane przez dwie podrodziny genów - AOX1 i AOX2. AOX1 występuje zarówno u jednoliściennych, jak i u dwuliściennych. Ta forma jest przede wszystkim indukowana przez bodźce stresowe. AOX2 jest charakterystyczna dla dwuliściennych. Jej ekspresja jest konstytutywna i powiązana z rozwojem. W mitochondriach grzybów i protistów, u których także stwierdzono występowanie alternatywnej drogi oddechowej oksydaza alternatywna jest monomerem. Wiele prac wskazuje, na indukcję syntezy oksydazy alternatywnej w warunkach stresowych; zarówno w przypadku działania czynników abiotycznych np. susza, chłód, zasolenie podłoża, jak i czynników biotycznych takich jak atak patogenów.

## Fizjologiczna funkcja alternatywnej drogi oddechowej
Najbardziej znanym efektem działania alternatywnej drogi oddechowej jest wydzielanie ciepła podczas kwitnienia niektórych roślin z rodziny Araceae (obrazkowate), a także u przedstawicieli sagowcowatych, lotosowatych oraz grzybieniowatych. Dzięki rozpraszaniu ciepła podczas przenoszenia elektronów na oksydazę alternatywną, kwiaty tych roślin mogą osiągać temperaturę o 14 °C wyższą od otoczenia. Podniesienie temperatury kwiatów zwiększa wydzielanie substancji lotnych przywabiających owady. 
Powszechność występowania w mitochondriach roślin oksydazy alternatywnej wskazuje, że termogeneza nie jest jedyną funkcją tego enzymu. Zwiększona ekspresja genu oksydazy alternatywnej w warunkach niskiej temperatury lub suszy wskazuje na udział enzymu w przeciwdziałaniu niekorzystnym skutkom stresu. W warunkach stresowych oddychanie mitochondrialne ulega zahamowaniu, a niemal cały ubichinon pozostaje w stanie zredukowanym. Nadmierna redukcja ubichinonu prowadzi do powstawania reaktywnych form tlenu. Utlenianie ubichinonu przez oksydazę alternatywną może zapobiegać powstawaniu wolnych rodników i chronić mitochondria przed uszkodzeniem. Zahamowanie łańcucha transportu elektronów skutkuje także gromadzeniem się w mitochondriach metabolitów cyklu Krebsa oraz koniecznością przejścia komórki na wytwarzanie energii w drodze fermentacji. Kwasy dwukarboksylowe (np. 2-oksoglutaran) aktywują oksydazę alternatywną, co zapobiega powstawaniu metabolitów fermentacji.

## Ewolucja
Ewolucyjne pochodzenie oksydazy alternatywnej zostało ustalone po odkryciu ortologów genów kodujących enzym u alfa-proteobakterii. Geny AOX eukariontów zostały prawdopodobnie nabyte w wyniku transferu z genomu endosymbiontów, które stały się mitochondriami. W ten sposób zostało umożliwione wytwarzanie oksydazy alternatywnej obecnej u roślin wyższych, glonów, grzybów i pierwotniaków. Największe podobieństwo białka wykazano pomiędzy roślinami lądowymi i krasnorostami a proteobakteriami. W ten sam sposób tłumaczone jest pochodzenie ortologów znalezionych u części zwierząt.